# Sveneld
Sveneld (nórdico antiguo: Sveinaldr; cirílico: Свенельд) fue un caudillo vikingo y señor de la guerra varego al servicio de Sviatoslav I de Kiev y su familia (siglo X). Aunque parece que pudo ser el más influyente y rico caudillo de la Rus de Kiev, su relación con la casa de Rúrik, si existió, nunca ha sido demostrada.
La carrera militar de Sveneld se inició por su cuenta o bajo el mandato de Ígor de Kiev, cuando sometió a espada la tribu de los úliches y asegurarse el derecho a recibir tributo de ellos y también de los drevlianos. El historiador Lev Gumiliov (hijo de Anna Ajmátova) sugiere que el origen de la enorme fortuna de Sveneld se recoge en la Crónica de Néstor (945), donde se cita expresamente que la obtuvo durante las incursiones en el Caspio de 944 cuando se enfrentó a la ciudad de Berdaa (hoy Azerbaiyán), y presuntamente era comandante en jefe de los ejércitos.
La druzhina de Ígor tuvo celos de la riqueza de Sveneld e intentó recaudar también tributo en las mismas tierras, pero los drevlianos se rebelaron y mataron a Ígor. Alekséi Shájmatov teoriza que el levantamiento contra Ígor fue organizado por Mstisha, hijo de Sveneld, aunque no es una teoría ampliamente aceptada. El sucesor de Ígor, Sviatoslav, parece que tuvo más mano izquierda con Sveneld, que fue el segundo comandante durante las campañas búlgaras en Bulgaria y Bizancio. En 971, estuvo a cargo de la defensa de Preslav contra los griegos. Aunque los cronistas bizantinos Juan Skylitzes y León el Diácono testimonian que Sphangel (como lo conocieron ellos) encontró la muerte en la batalla de Dorostolon ese mismo año, las crónicas eslavónicas siguen mencionando su actividad varias veces con posterioridad.
Alekséi Shájmatov también sugiere que las historias sobre Sveneld encuentran un reflejo en las crónicas sobre las campañas de Sviatoslav. Por ejemplo, la dudosa imparcialidad del pasaje sobre los intentos de Sveneld de advertir a Sviatoslav que evite los rápidos del Dniéper en su regreso a Kiev. Según la crónica, Sviatoslav menospreció la sabiduría de Sveneld y fue emboscado por los pechenegos, muriendo en el campo de batalla, mientras que el viejo caudillo llegó a salvo a Kiev por tierra.
Parece ser que Sveneld tuvo su máximo apogeo de poder e influencia durante el gobierno en minoría de edad del hijo de Sviatoslav, Yaropolk. La crónica lo culpa de fomentar una guerra fratricida entre Yaropolk y su hermano Oleg de Drelinia que gobernaba a los drevlianos. De hecho, Sveneld pudo codiciar las tierras de Oleg como antigua posesión. En siglos posteriores se decía que la guerra fue iniciada por la orden de Oleg de matar al hijo de Sveneld, Lyut, cuando cazaba en tierras de los drevlianos y que Oleg reclamaba como propias.
Tras la muerte del príncipe Lyut, Sveneld ya no se menciona más en las crónicas. En su lugar, es un tal Blud quien aparece como sucesor y comandante de los ejércitos de Yaropolk, quien posteriormente se convirtió en traidor a su príncipe. La mayoría de historiadores coinciden que Sveneld ya sería muy anciano a finales de la década de 970 y posiblemente murió antes del enfrentamiento entre Yaropolk y Vladimiro I de Kiev.